# 勐梭镇
勐梭镇（佤语：yaong siam:1160），是中华人民共和国云南省普洱市西盟佤族自治县下辖的一个乡镇级行政单位。

## 行政区划
勐梭镇下辖以下地区：
勐梭社区、勐梭村、里拉村、秧洛村、班母村、王莫村和他郎村。